# Manulife Plaza
Manulife Plaza – wieżowiec w Hongkongu, w Chinach o wysokości 240 m. Budynek otwarto w 1998, liczy 52 kondygnacje.